# Heinz Markmann
Heinz Markmann (* 21. Februar 1926 in Heidelberg; † 10. Dezember 2020 ebenda) war ein deutscher Sozial- und Wirtschaftswissenschaftler.

## Laufbahn
Heinz Markmann besuchte von 1932 bis 1936 die Mönchhofschule (Volksschule) in Heidelberg-Neuenheim, anschließend bis 1944 die Philipp-Lenard-Oberschule (Realgymnasium) in Heidelberg. Von 1943 bis Kriegsende war er für die Luftwaffe tätig. Er studierte ab 1946 Soziologie bei Alfred Weber und Hans von Eckardt, Sozialpsychologie bei Willy Hellpach, Volkswirtschaftslehre vor allem bei Erich Preiser und Öffentliches Recht bei Walter Jellinek an der Universität Heidelberg. Dort promovierte er 1951 „summa cum laude“ zum Dr. phil. mit einer Dissertation über „Massenführung des Nationalsozialismus – Methoden, Ziele, Institutionen“. Er arbeitete als wissenschaftlicher Mitarbeiter am Institut für Publizistik der Universität Heidelberg, als Assistent von Alfred Weber und als Mitglied der Forschungsgruppe Dolf Sternberger über Parteien, Fraktionen und Parlamente.
Markmann war von 1955 bis 1958 Sekretär des Kuratoriums Unteilbares Deutschland in Bonn, ab 1958 wissenschaftlicher Referent im Wirtschaftswissenschaftlichen Institut (WSI) des DGB in Köln, ab 1967 in Düsseldorf. Von 1962 bis 1967 war er Vorstandssekretär der Wirtschaftspolitischen Abteilung des DGB-Bundesvorstandes, von 1967 bis zur Pensionierung 1989 Leiter des Wirtschafts- und Sozialwissenschaftlichen Instituts (WSI) des DGB. Mit seiner Frau Lore geb. Hetzel hatte er vier Kinder und lebte zuletzt in Heidelberg-Handschuhsheim.
Heinz Markmann war Mitglied der SPD seit 1949, Mitbegründer des SDS und später des SHB an der Universität Heidelberg, seit 1956 Mitglied der Gewerkschaft Erziehung und Wissenschaft (GEW). Er war Träger des Bundesverdienstkreuzes Erster Klasse, Ehrensenator und Vorsitzender des Kuratoriums der FernUniversität Hagen sowie Vorsitzender der Arbeitsgemeinschaft für wirtschaftliche und soziale Bildung. Dem Senat der Max-Planck-Gesellschaft gehörte er von 1968 bis 1980 an, dem Wissenschaftsrat von 1971 bis 1992, der Kommission für wirtschaftlichen und sozialen Wandel von 1971 bis 1976; er war Mitglied im Vorstand der Arbeitsgemeinschaft Sozialwissenschaftlicher Institute (ASI). 
Er gehörte 1975 zu den Unterzeichnern des Memorandums „Für eine wirksame und soziale Wirtschaftspolitik“, aus dem die Arbeitsgruppe Alternative Wirtschaftspolitik hervorging.
Er gehörte dem Wirtschafts- und Sozialausschuss der Europäischen Gemeinschaften von 1967 bis 1972 an und von 1959 bis 1994 verschiedenen Arbeits- und Expertengruppen der EG-Kommission, weiterhin dem Gewerkschaftlichen Beratungsausschuss (TUAC) der OECD. Markmann war Mitglied des Wirtschaftspolitischen Ausschusses beim SPD-Parteivorstand sowie von 1965 bis 1990 von Kuratorium und Beirat des Wissenschaftszentrums Berlin (WZB). Seit 1996 übte er im Auftrag der Friedrich-Ebert-Stiftung und des DGB Beratertätigkeiten für Regierungen und Gewerkschaften in Ghana, Indien, Brasilien, Japan, China und Südkorea aus.
Aufgrund enger Bindungen zur evangelischen Kirche war Markmann von 1965 bis 1990 Mitglied der Kammer für soziale Ordnung der EKD und von 1970 bis 1990 des Sozialethischen Ausschusses der Rheinischen Landeskirche sowie im Kuratorium der Evangelischen Sozialakademie Friedewald.

## Werke (Auswahl)
Aus der Vielzahl von Markmanns Publikationen werden hier beispielhaft einige besonders wichtige aufgeführt:
- Das Abstimmungsverhalten der Parteifraktionen in deutschen Parlamenten. Meisenheim am Glan: Anton Hain, 1955
- „Wirtschaftliche Bestimmungsgründe der Lohnbildung aus Sicht der Gewerkschaften.“, In: (Schriftenreihe des Vereins für Socialpolitik, N.F. Bd. 51). Berlin: Duncker & Humblot, 1968
- (Mitautor:) Wirtschaftlicher und sozialer Wandel in der Bundesrepublik Deutschland. Gutachten der Kommission. Göttingen: O. Schwarz, 1977
- „Tarifverträge II: Tarifvertragspolitik“, in: Handwörterbuch der Wirtschaftswissenschaft, Bd. 7, Stuttgart u. a. O.: G. Fischer u. a. V. 1977, S. 540–553
- „Gewerkschaften“, in: Evangelisches Soziallexikon, 7. Aufl., Stuttgart 1980
- „Gewerkschaften in der Wirtschaftskrise“, in: Deutschland-Enzyklopädie. Deutschland-Porträt einer Nation, Gütersloh: Bertelsmann 1985
- „Technischer Wandel und Beschäftigung aus der Sicht der Gewerkschaften“, in: Hellmut Lamszus/Horst Sanmann (Hrsg.): Neue Technologien, Arbeitsmarkt und Berufsqualifikation. (Beiträge zur Wirtschaftspolitik Bd. 46), Bern: Haupt 1987
- Heinz Markmann: 50 Jahre Arbeitsbeziehungen in Deutschland: eine Erfolgsgeschichte? (PDF; 77 kB)